# Heraultia albipennis
Heraultia albipennis là một loài ruồi trong họ Tachinidae.